# Darwin Pinzón
Darwin Pinzón (Panamá, Panamá, 2 de abril de 1994) es un futbolista panameño. Su posición es de centrocampista o interior derecho y actualmente juega para el San Francisco FC de la Primera División de Panamá.

## Trayectoria
Jugó en el Sporting San Miguelito de la  Primera División de Panamá, fue cedido al Carabobo FC de la Primera División de Venezuela donde jugó unos meses. Es un jugador rápido y habilidoso. Participó con la Selección sub-17 de Panamá en el mundial de México en 2011 y marcó un gol. En la final del Torneo LPF Clausura 2013 anotó dos goles en la victoria de su equipo frente al San Francisco Fútbol Club. A su corta edad fue una de las promesas del fútbol panameño.

### Conflicto con la ley
Se vio envuelto en un robo a mano armada en la Ciudad de Panamá junto a otros dos sujetos a una pareja de jóvenes, a quienes les arrebataron sus pertenencias. Las víctimas dieron el reporte a la policía y minutos después fueron arrestados cuando viajaban en un auto y se les encontró un arma de fuego y una bolsa negra con varios celulares de diferentes marcas.
Después de una medida de prisión preventiva, se le declaró culpable y el lunes 3 de septiembre de 2018 fue condenado a 98 meses (8 años) de prisión por su vinculación a dicho hecho delictivo.
Manuel Mirambel, que fue quien le hizo debutar en el Sporting San Miguelito en 2013, le hicieron una propuesta para su reinserción y vuelta al futbol profesional para el torneo Clausura de 2021. El 13 de mayo de 2022 se hace oficial la sentencia de libertad asistida y también se hace oficial el fichaje por el club Veraguas United FC.

## Carrera internacional
Jugó para Panamá en la Copa Mundial Sub-17 FIFA 2011 en México.
Pinzón hizo su debut oficial notable con la selección absoluta en 21 de agosto de 2014 contra Cuba (4-0), ya que marcó dos goles en este partido. También anotó ante su oficial debut internacional (no reconocido por la FIFA) contra Guyana (2-0) en 2012.

### Participaciones en selección nacional
| Copa                      | Categoría | Sede           | Resultado        | Partidos | Goles |
| ------------------------- | --------- | -------------- | ---------------- | -------- | ----- |
| Campeonato Sub-20 2011    | Sub-17    | Jamaica        | Tercer lugar     | 6        | 0     |
| Copa Mundial Sub-17 2011  | Sub-17    | México         | Octavos de final | 4        | 0     |
| Copa Centroamericana 2014 | Mayor     | Estados Unidos | Tercer lugar     | 3        | 0     |
| Copa Oro 2015             | Mayor     | Estados Unidos | Tercer lugar     | 1        | 0     |

### Goles internacionales
| Núm. | Fecha               | Lugar                                    | Rival | Gol | Resultado | Competición |
| ---- | ------------------- | ---------------------------------------- | ----- | --- | --------- | ----------- |
| 1    | 5 de agosto de 2014 | Estadio Rommel Fernández, Panamá, Panamá | Cuba  | 1-0 | 4-0       | Amistoso    |
| 2    | 5 de agosto de 2014 | Estadio Rommel Fernández, Panamá, Panamá | Cuba  | 3-0 | 4-0       | Amistoso    |

## Clubes
| Club                   | País      | Año             |
| ---------------------- | --------- | --------------- |
| Sporting San Miguelito | Panamá    | 2011-2015       |
| FC Jumilla (Cedido)    | España    | 2015-2016       |
| Carabobo FC            | Venezuela | 2016            |
| Sporting San Miguelito | Panamá    | 2016 - 2017     |
| Veraguas United FC     | Panamá    | 2022            |
| Umecit FC              | Panamá    | 2023            |
| San Francisco FC       | Panamá    | 2024 - Presente |

## Palmarés
| Título            | Club                   | País   | Año  |
| ----------------- | ---------------------- | ------ | ---- |
| LPF Clausura 2013 | Sporting San Miguelito | Panamá | 2013 |